# Aleksandr Rimanov
Aleksandr Rimanov   (Moscou, 25 d'agost de 1959) és un jugador d'handbol rus, ja retirat, que va competir durant les dècades de 1980 i 1990. Un cop retirat passà a exercir d'entrenador en diferents equips d'handbol.
El 1988 va prendre part en els Jocs Olímpics de Seül, on guanyà la medalla d'or en la competició d'handbol. En el seu palmarès també destaca una medalla d'or al Campionat del Món d'handbol de 1982. Jugà 206 partits amb la selecció nacional soviètica.
A nivell de clubs jugà al CSKA Moscou i el 1989 fou un dels primers jugadors d'handbol soviètics en sortir a jugar a l'estranger, concretament al Rheinhausen alemany, on hi va jugar fins a 1994. Un cop retirat passà a exercir d'entrenador en diferents equips d'handbol alemanys, i entre 2012 i 2015 de la selecció russa.